# Ivanka pri Nitre
Ivanka pri Nitre és un poble i municipi d'Eslovàquia que es troba a la regió de Nitra, al sud-oest del país. El 2022 tenia una població estimada de 2.939 habitants.
És documentat per primera vegada el 1400. El 1860, quan el poble pertanyia a Hongria amb el nom de Nyitraivánka, un granger que llaurava el seu camp hi descobrí la corona de Monòmac.

## Demografia
| Godina             | 1994 | 2004   | 2014   | 2024    |
| ------------------ | ---- | ------ | ------ | ------- |
| Nombre de persones | 2243 | 2417   | 2471   | 3083    |
| Diferència         |      | +7,75% | +2,23% | +24,76% |

| Godina             | 2023 | 2024   |
| ------------------ | ---- | ------ |
| Nombre de persones | 3064 | 3083   |
| Diferència         |      | +0,62% |